# Symbole Christoffela
Symbole Christoffela – zespół liczb rzeczywistych, pojawiający się przy obliczaniu różniczek wektora w układach współrzędnych krzywoliniowych, wprowadzonych w dowolnych rozmaitościach riemannowskich.
Np. różniczka wektora {\displaystyle dA=A(x+dx)-A(x)} powstająca przy infinitezymalnej zmianie położenia {\displaystyle x} na {\displaystyle x+dx} na rozmaitości wyrażana jest za pomocą symboli Christoffela drugiego rodzaju. W ogólności symbole te występują w różniczkach wielkości tensorowych, gdy oblicza się zmianę tych wielkości przy zmianie położenia na rozmaitości (wektor jest tensorem I rzędu). Symbole te pojawiają się także w równaniach różniczkowych określających linie geodezyjne.
Istnieją dwa, blisko spokrewnione ze sobą typy symboli:
- pierwszego rodzaju: {\displaystyle \Gamma _{ijk}(x),}
- drugiego rodzaju: {\displaystyle \Gamma _{ij}^{k}(x).}

Nazwa symboli pochodzi od Elwina Bruno Christoffela.

## Baza lokalna wektorów na rozmaitości
Niech {\displaystyle x^{i},i=1,2,\dots ,n} oznaczają współrzędne (na ogół krzywoliniowe) zdefiniowane na rozmaitości {\displaystyle M,} przy czym {\displaystyle n} jest wymiarem rozmaitości.
Wektory styczne do linii współrzędnych oblicza się ze wzoru
{\displaystyle e_{i}={\frac {\partial x}{\partial x^{i}}},\quad i=1,2,\dots ,n,}
gdzie {\displaystyle x=(x^{1},\dots ,x^{n})} jest wektorem wodzącym punktu na rozmaitości. Wektory te definiują lokalną bazę, określona dla przestrzeni stycznej {\displaystyle TM_{x}} w punkcie {\displaystyle x} rozmaitości {\displaystyle M.} (Odtąd będziemy skrótowo mówić „punkt {\displaystyle x}” zamiast „punkt o wektorze wodzącym {\displaystyle x}”. Zauważmy jednak, że wektor wodzący zależy od przyjętego początku układu współrzędnych, punkt zaś jest niezależnym od tego wyboru elementem rozmaitości). Dla każdego punktu rozmaitości da się określić lokalną, unikalną bazę.

## Tensor metryczny
Na podstawie wektorów bazy łatwo jest obliczyć tensor metryczny rozmaitości, licząc iloczyny skalarne
{\displaystyle g_{ij}=e_{i}e_{j},\quad i,j=1,2,\dots ,n.}
Tensor ten ma więc {\displaystyle n\times n} elementów. Jest to postać kowariantna (o dolnych indeksach) tensora. Postać kontrawariantną (o górnych indeksach) otrzymuje się jako macierz odwrotną z macierzy {\displaystyle (g_{ij}),} czyli:
{\displaystyle (g^{ij})=(g_{ij})^{-1}.}

## Symbole Christoffela pierwszego rodzaju
Symbole Christoffela pierwszego rodzaju można obliczyć, różniczkując elementy tensora metrycznego {\displaystyle g_{ij}(x){:}}
{\displaystyle \Gamma _{ijk}={\frac {1}{2}}\left({\frac {\partial g_{ij}}{\partial x^{k}}}+{\frac {\partial g_{ik}}{\partial x^{j}}}-{\frac {\partial g_{jk}}{\partial x^{i}}}\right).}
Symbole Christoffela pierwszego rodzaju nie są tensorami, mimo że są zapisane w takiej samej notacji jak tensory. Symbole te zależą od elementów tensora metrycznego {\displaystyle g_{ij}(x)} wybranego układu współrzędnych. Dlatego w danej rozmaitości można wybrać taki układ współrzędnych, w którym symbole Christoffela wyzerują się w otoczeniu wybranego punktu {\displaystyle x.} Ale nie będzie tak już w innych punktach, gdyż tensor metryczny zmienia się ze zmianą położenia punktu {\displaystyle x} na rozmaitości. Powyższe uwagi dotyczą także symboli Christoffela drugiego rodzaju.

## Symbole Christoffela drugiego rodzaju
Symbole Christoffela drugiego rodzaju można obliczyć, różniczkując elementy tensora metrycznego {\displaystyle g_{ij}(x){:}}
{\displaystyle \Gamma _{kl}^{i}={\frac {1}{2}}g^{im}\left({\frac {\partial g_{mk}}{\partial x^{l}}}+{\frac {\partial g_{ml}}{\partial x^{k}}}-{\frac {\partial g_{kl}}{\partial x^{m}}}\right),\quad i,k,l=1,\dots ,n,}
przy czym wielkości o górnych indeksach {\displaystyle g^{ij}} są elementami macierzy odwrotnej do macierzy {\displaystyle (g_{ij}),} tj.
{\displaystyle g^{ji}g_{ik}=\delta ^{j}{}_{k},}
gdzie {\displaystyle \delta ^{j}{}_{k}} – delta Kroneckera i obowiązuje notacja sumacyjna Einsteina (w powyższym wzorze sumowanie przebiega po wskaźniku {\displaystyle m}).
Także symbole Christoffela drugiego rodzaju nie są tensorami. Zachodzi symetria:
{\displaystyle \Gamma _{ij}^{k}=\Gamma _{ji}^{k}}
– to wynika z definicji symboli {\displaystyle \Gamma _{kl}^{i}} oraz z symetrii tensora metrycznego.
Liczba symboli zależy od {\displaystyle n.} Np. dla {\displaystyle n=1} mamy {\displaystyle 1} symbol. Dla {\displaystyle n=2} mamy już {\displaystyle 4} symbole itd.

### Szkic wyprowadzenia symboli drugiego rodzaju
1) Symbole Christoffela drugiego rodzaju {\displaystyle \Gamma _{ij}^{k}} są zdefiniowane jako takie wielkości liczbowe, które spełniają równanie
{\displaystyle \nabla _{i}e_{j}=\Gamma _{ij}^{k}e_{k},}
gdzie {\displaystyle \nabla _{i}} jest połączeniem Leviego-Civity obliczonym w kierunku wektora {\displaystyle e_{i}.}
2) Symbole te można także wyprowadzić z warunku zerowania się pochodnych kowariantnych tensora metrycznego {\displaystyle g_{ik}{:}}
{\displaystyle 0=\nabla _{l}g_{ik}={\frac {\partial g_{ik}}{\partial x^{l}}}-g_{mk}\Gamma ^{m}{}_{il}-g_{im}\Gamma ^{m}{}_{kl}={\frac {\partial g_{ik}}{\partial x^{l}}}-2g_{m(k}\Gamma ^{m}{}_{i)l}.}
Przez permutację indeksów oraz sumowanie otrzymuje się wyrażenie symboli Christoffela w zależności od elementów tensora metrycznego – wzór podany na początku tego rozdziału.

## Notacja skrócona
W notacji skróconej symbole {\displaystyle \nabla _{l}} oraz symbole pochodnych cząstkowych {\displaystyle {\frac {\partial }{\partial x^{l}}}} są zastępowane symbolami {\displaystyle ;_{l}} oraz {\displaystyle ,_{l}.} Np.
{\displaystyle g_{ik;l}=g_{ik,l}-g_{mk}\Gamma ^{m}{}_{il}-g_{im}\Gamma ^{m}{}_{kl}.}

## Symbole Christoffela dla 4-wymiarowej czasoprzestrzeni
W ogólnej teorii względności czasoprzestrzeń jest traktowana jako 4-wymiarowa rozmaitość pseudoriemannowska. Symbole Christoffela oblicza się według takich samych wzorów, jak podano wyżej, przy czym indeksy współrzędnych numeruje się tradycyjnie liczbami {\displaystyle 0,1,2,3.}
Symbole Christoffela są tu wielkościami analogicznymi do natężeń pól grawitacyjnych teorii grawitacji Newtona. Wybór układu współrzędnych związanego z obserwatorem swobodnie spadającym w polu grawitacyjnym powoduje zerowanie się symboli Christoffela dla punktów w pobliżu początku układu współrzędnych (w układach tych ciała są w stanie nieważkości).

## Przykład – współrzędne biegunowe

### Liczenie wektorów bazy
Obliczymy wektory bazowe dla układu współrzędnych biegunowych {\displaystyle \mathbf {r} (r,\phi ).}
Tutaj {\displaystyle r\equiv x_{1},\phi \equiv x_{2}.} Między tymi współrzędnymi a współrzędnymi kartezjańskimi {\displaystyle \mathbf {r} (x,y)} ({\displaystyle x} oznacza teraz współrzędną kartezjańską, nie punkt w rozmaitości) zachodzą związki:
{\displaystyle x=r\cdot \cos \phi ,}
{\displaystyle y=r\cdot \sin \phi .}
Wektory bazy {\displaystyle e_{r},e_{\phi }} mają postać:
{\displaystyle e_{r}={\frac {\partial \mathbf {r} }{\partial r}}={\frac {\partial [x,y]}{\partial r}}={\Bigg [}{\frac {\partial x}{\partial r}},{\frac {\partial y}{\partial r}}{\Bigg ]}=[\cos \phi ,\sin \phi ],}
{\displaystyle e_{\phi }={\frac {\partial \mathbf {r} }{\partial \phi }}={\frac {\partial [x,y]}{\partial \phi }}={\Bigg [}{\frac {\partial x}{\partial \phi }},{\frac {\partial y}{\partial \phi }}{\Bigg ]}=[-r\sin \phi ,r\cos \phi ].}
Długości wektorów bazy wynoszą:
{\displaystyle |e_{r}|={\sqrt {e_{r}e_{r}}}=1,} gdzie {\displaystyle e_{r}e_{r}} – iloczyn skalarny wektora {\displaystyle e_{r},}
{\displaystyle |e_{\phi }|={\sqrt {e_{\phi }e_{\phi }}}=r.}
Widać, że długość wektora {\displaystyle e_{\phi }} rośnie proporcjonalnie do {\displaystyle r} – nie jest to wektor jednostkowy! Fakt ten jest słuszny w ogólności, gdy wektory bazy są liczone za pomocą wyżej podanego wzoru. Stąd m.in. wynika zmiana współrzędnych wektorów pola wektorowego podczas przemieszczania się z danego punktu do innego punktu, w szczególności infinitezymalnie oddalonego – gdyby pole wektorowej było stałe np. wzdłuż osi ox, to oddalenie się od początku układu wzdłuż tej osi spowodowałoby zmniejszanie się współrzędnej wektora pola ze względu na wydłużenie się wektora bazy.

### Liczenie tensora metrycznego
Obliczamy iloczyny skalarne {\displaystyle g_{ij}=e_{i}e_{j},\quad i,j=1,2{:}}
{\displaystyle g_{11}=e_{1}e_{1}=1,}
{\displaystyle g_{12}=e_{1}e_{2}=0,}
{\displaystyle g_{21}=e_{2}e_{1}=0,}
{\displaystyle g_{22}=e_{2}e_{2}=r^{2}.}
co w postaci macierzowej wygląda tak:
{\displaystyle g_{ij}={\begin{pmatrix}1&0\\0&r^{2}\end{pmatrix}}.}
Tensor kontrawariantny otrzymamy, licząc macierz odwrotną do macierzy elementów {\displaystyle g_{ij}}
{\displaystyle g^{ij}={\begin{pmatrix}1&0\\0&r^{-2}\end{pmatrix}}.}

### Liczenie symboli Christoffela drugiego rodzaju
Mając tensor metryczny, obliczamy z wzoru wartości symboli Christoffela
{\displaystyle \Gamma _{k\ell }^{i}={\frac {1}{2}}g^{im}\left({\frac {\partial g_{mk}}{\partial x^{\ell }}}+{\frac {\partial g_{m\ell }}{\partial x^{k}}}-{\frac {\partial g_{k\ell }}{\partial x^{m}}}\right),\quad i,k,l=1,2,}
przy czym w liczeniu każdego symbolu {\displaystyle m=1,2} – ze względu na użytą w zapisie konwencję sumacyjną Einsteina.
Ponieważ {\displaystyle g_{ij}=0} dla {\displaystyle i\neq j,} to upraszcza znacznie obliczenia. Otrzymamy:
{\displaystyle \Gamma _{22}^{1}=-r,}
{\displaystyle \Gamma _{12}^{2}=\Gamma _{21}^{2}={\frac {1}{r}}.}
Pozostałe symbole zerują się, tj. {\displaystyle \Gamma _{11}^{1}=\Gamma _{12}^{1}=\Gamma _{21}^{1}=\Gamma _{11}^{2}=\Gamma _{22}^{2}=0.}